# 雁戸山
雁戸山（がんどさん）は、宮城県柴田郡川崎町と山形県山形市の境にある山である。雁戸山と南雁戸山（標高1486m）とで双耳峰をなす。
笹谷峠の南に位置する火山である。蔵王連峰のうち北蔵王と呼ばれる山塊である。東麓にはセントメリースキー場があり、西麓には馬見ヶ崎川に造られた蔵王ダムがある。

## 雁戸火山
火山活動時期は約40万年前であり、第四紀火山に分類される。蔵王連峰に属するが、中央蔵王火山に対する寄生火山ではなく、複式火山であり、その活動時期は中央蔵王よりも古い。開析が進んでおり、特に山体の東西ではそれが著しい。そのため火口などの噴火活動の痕跡を見ることはできず、かつての山頂は喪失してしまっているが、山体の南北にはそれぞれ八方平、八丁平と呼ばれる火山性の緩やかな斜面を残し、かつて雁戸山が成層火山であったことが窺い知れる。